# Филипина фон Бранденбург-Швет
Филипина Августа Амалия Шарлота фон Бранденбург-Швет, родена принцеса Пруска (на немски: Philippine Auguste Amalie Charlotte von Brandenburg-Schwedt, Prinzessin von Preußen; * 10 октомври 1745, Шведт; † 1 май 1800, Берлин) от династията Хоенцолерн, е маркграфиня от Бранденбург-Швет и принцеса на Кралство Прусия и чрез женитба ландграфиня на Хесен-Касел.

## Биография
Тя е третата дъщеря на маркграф Фридрих Вилхелм фон Бранденбург-Швет (1700 – 1771) и принцеса София Пруска (1719 – 1765), сестра на Фридрих II, наричан Фридрих Велики, дъщеря на пруския крал Фридрих Вилхелм I (1688 – 1740) и съпругата му английската принцеса София Доротея фон Брауншвайг-Люнебург (1687 – 1757), дъщеря на крал Джордж I от Великобритания.
Сестра е на Фридерика София Доротея (1736 – 1798), омъжена 1753 г. за херцог Фридрих Евгений II фон Вюртемберг (1732 – 1797), и на Анна Елизабет Луиза (1738 – 1820), омъжена 1755 г. за принц Август Фердинанд Пруски (1730 – 1813), син на крал Фридрих Вилхелм I.
След смъртта на майка ѝ нейният чичо Фридрих Велики поема главното опекунство над нея и я завежда при нейната сестра Анна Елизабет Луиза.
В края на 1772 г. кралят, нейният чичо, аранжира нейната женитба. Филипина се омъжва политически на 10 януари 1773 г. в Берлин за ландграф Фридрих II фон Хесен-Касел (1720 – 1785). Тя е втората му съпруга. Той е разведен с принцеса Мария от Великобритания (1723 – 1772). Филипина заявява в деня на сватбата на по-стария с 25 години ландграф, че по медицински причини тя никога не трябва да рискува да забременее. Бракът е бездетен.
Филипина води свой независим „млад двор“, в който са философи и вюртемберския държавник граф Георг Ернст Левин фон Винтцингероде, от когото през 1777 г. ражда тайно незаконен син при сестра си Фридерика София Доротея и го нарича Георг Филипсон (* 1 март 1777; † 8 октомври 1834).
Филипина пътува в Германия и Франция, където е чествана като една от най-красивите княгини на Европа. През 1782 г. тя аранжира сдобряването на ландграфа с неговите деца, които не е виждал от раздялата му с ландграфиня Мария 1754 г.
През 1786 г. отива да живее във вдовишкия си дворец в Ханау. Нейният оберхофмайстер става Георг Ернст Левин фон Винтцингероде (* 27 ноември 1752; † 24 октомври 1834), когото издига през 1794 г. на имперски граф и след смъртта на съпругата му Юлиана фон Фабрице-Вестерфелд (1762 – 1794) същата година, тя се омъжва за него (морганатичен брак). Той е приятел на нейния племенник херцог Фридрих I фон Вюртемберг.
При обсадата на Майнц от французите през 1792 г. тя се мести в Берлин първо при сестра си принцеса Анна Елизабет Луиза в дворец Белвю и след това в палата, който ѝ е подарен през 1795 г. от братовчед ѝ крал Фридрих Вилхелм II. Нейният втори съпруг Винтцингероде го обзавежда много хубаво и Филипина си прави „страничен двор“ в Берлин. През 1796 г. тя преписва палата на съпруга си и през 1798 г. го прави единствен наследник. От 1788 г. страничната линия Бранденбург-Швет изчезва по мъжка линия, и така Филипина със сестрите си и двама братовчеди е наследничка на нейната фамилия. Една пета от наследството попада на Винтцингероде.
Тя умира на 1 май 1800 г. на 54 години от мозъчен удар. Винтцингероде я погребва в гробницата на Берлинската катедрала. Саркофагът ѝ през последните години е реставриран и днес може да се види в гробницата на Хоенцолерните.

## Галерия
- Ландграф Фридрих II фон Хесен-Касел, портрет от Йохан Хайнрих Тишбайн Стари
- Георг Ернст Левин, граф фон Винтцингероде в дворцовата капела в замък Боденщайн